# 以上候选人皆非
“以上候选人皆非”（英語：None of These Candidates）是内华达州在所有州级和总统选票中设立的投票选项。该选项与其他候选人姓名一同列在选票上，首次出现于该州1975年选举。

## 对选举产生的显著影响
如果“以上候选人皆非”在选举中得票最多，选票中得票最高的实际候选人仍视为当选者。这种情况曾在内华达州出现两次较为著名的案例。在1976年内华达州单一国会选区共和党初选中，“以上候选人皆非”获得16,097票位居首位，紧随其后的沃尔登·埃尔哈特获得9,831票，达特·安东尼获得8,097票。尽管得票不及“以上候选人皆非”，埃尔哈特仍按规定成为共和党提名人，后在决选中败于民主党现任议员吉姆·圣蒂尼。在2014年民主党州长初选中，“以上候选人皆非”获得30%选票位居首位，得票25%的罗伯特·古德曼则按州法成为该党提名人。唯在后续的决选中，古德曼以压倒性的劣势败于共和党候选人布萊恩·桑多瓦。
“以上候选人皆非”这一选项在部分胶着选战中可能起到了搅局作用，例如在1998年联邦参议员选举中，民主党现任议员哈里·里德仅以428票优势击败共和党对手约翰·恩赛，而“以上候选人皆非”获得了7,749票。

## 诉讼挑战
2012年6月，因预计总统选举在内华达将呈胶着态势，共和党全国委员会对“以上候选人皆非”选项的合宪性提出质疑，称该选项可能分流共和党票源，并认为既然该选项即便得票最多也不能当选，故违宪。内华达州副总检察长代表州务卿回应称，选民“始终有权不投票给”列出的候选人，而投票给“以上候选人皆非”本质上与完全跳过选票上的特定选举没有什么不同。8月22日，美国联邦地区法官罗伯特·琼斯支持原告观点，裁定该选项违宪，“以上候选人皆非”当即遭禁。
9月4日，联邦第九巡回上诉法院紧急下令中止地方法院的裁决。该紧急命令暂缓执行琼斯法官的禁令，待上诉审理期间，“以上候选人皆非”选项得以继续保留在该年的选票上。2013年7月10日，上诉法院驳回该诉讼，“以上候选人皆非”选项得以保留。审理该案法官之一的斯蒂芬·莱因哈特批评琼斯的处理方式称“他的拖延战术似乎别无他意，只为阻止州政府在印制选票前对其裁决提起上诉……这种个人傲慢与权力僭越在我们的司法体系中不可接受。”